# Rame
Rame är en by i civil parish Maker-with-Rame, i distriktet Cornwall, i grevskapet Cornwall i England. Byn är belägen 10 km från Saltash. Rame var en civil parish fram till 1950 när blev den en del av Maker with Rame. Civil parish hade 501 invånare år 1931. Byn nämndes i Domedagsboken (Domesday Book) år 1086, och kallades då Rame.